# Ungheni
Ungheni ([uŋˈɡenʲ]) es la séptima ciudad más poblada de Moldavia. Localizada en el distrito homónimo de la región Central. Desde 2003 es la sede del Distrito de Ungheni.
En 2004 tiene 32 530 habitantes, de los cuales 27 617 son étnicamente moldavos (rumanos), 2494 ucranianos y 2086 rusos.
Se ubica a orillas del río Prut en la frontera con Rumania, unos 10 km al este de Iași.

## Lugares de interés

### Puente Eiffel
En la primavera 1876, tras las inundaciones del río Prut, el puente ferroviario que unía Moldavia y Rumanía quedó prácticamente destruido. El Departamento de Ferrocarriles invitó a Gustave Eiffel a la entonces Besarabia para diseñar y reconstruir el puente.

## Personas célebres
- Anatolie Arhire, político.
- Octavian Ţicu, historiador y exboxeador.
- Samuel Cohen, compositor.
- Vanotek, productor y disc jockey.

## Ciudades hermanadas
- Reghin, Rumanía.
- Winston-Salem, Estados Unidos.
- Mankato, Estados Unidos.[3]
- Auce, Letonia.[4]
- Konin, Polonia.[5]
- Cascais, Portugal.[6]
- Dmitrovsk, Rusia.[7]
- Vasylkiv, Ucrania.